# La Guerre des mondes (film, 2005)
Pour les articles homonymes, voir La Guerre des mondes (homonymie).
Pour plus de détails, voir Fiche technique et Distribution.
La Guerre des mondes (War of the Worlds) est un film américain réalisé par Steven Spielberg, sorti en 2005. Écrit par Josh Friedman et David Koepp, il s'agit de la troisième adaptation cinématographique du roman de H.G. Wells publié en 1898. Le film raconte l'histoire de Ray Ferrier (Tom Cruise), un débardeur américain et père divorcé cherchant à protéger ses deux enfants (Dakota Fanning et Justin Chatwin) et les ramener chez leur mère (Miranda Otto) lorsque des extraterrestres envahissent la Terre et dévastent des villes entières avec des machines de guerre géantes.
Le film a été tourné en 73 jours en Californie, au Connecticut, au New Jersey, dans l'État de New York et en Virginie. Il a été accompagné d'une campagne de promotion secrète où peu de détails ont été divulgués avant sa sortie. La Guerre des mondes est sorti aux États-Unis le 29 juin 2005 et a reçu des critiques généralement positives. La mise en scène de Spielberg, le scénario, les scènes d'action et les performances des acteurs ont été salués, bien que certaines critiques aient été émises sur la fin du film, jugée abrupte. Pour un budget de 132 millions de dollars, il a rapporté 234 millions aux États-Unis et 369 millions dans le reste du monde, soit un total de 603 millions de dollars, faisant de lui le quatrième plus grand succès cinématographique de 2005.

## Synopsis
Une narration d'ouverture explique que la Terre était observée par des extraterrestres avec une immense intelligence et aucune compassion. Comme l'homme dominait le monde, sans aucun doute, à la manière dont les micro-organismes pullulent dans une goutte d'eau, ces êtres complotaient pour tout leur prendre.
Divorcé, Ray Ferrier travaille comme grutier-débardeur sur un quai à Brooklyn, New York. Son ancienne femme Mary Ann dépose chez lui à Bayonne dans le New Jersey, leurs deux enfants : Rachel, âgée de 10 ans, et l'adolescent Robbie. De son côté, Mary Ann se rend chez ses parents à Boston. Plus tard, une étrange tempête se produit au cours de laquelle la foudre frappe plusieurs fois au milieu d'une intersection à proximité, provoquant une impulsion électromagnétique qui fait instantanément frire presque tous les appareils électroniques. Ray rejoint à contrecœur la foule sur les lieux des impacts, où une énorme machine de guerre "trépied" (ou tripode) émerge du sol et utilise de puissantes armes pour détruire la zone, désintégrant la plupart des témoins en cendres.
Ray récupère ses enfants, vole la seule camionnette en état de marche et se rend à la maison vide de Mary Ann dans la banlieue du New Jersey pour se réfugier. Cette nuit-là, ils se réfugient au sous-sol, mais ils entendent bientôt un étrange rugissement suivi d'une explosion, qui détruit la maison. Le lendemain matin, Ray et Robbie découvrent qu'un Boeing 747 s'est écrasé dans le quartier. Ray rencontre une équipe de presse errante récupérant l'épave à la recherche de nourriture, qui lui explique que plusieurs trépieds ont attaqué les grandes villes du monde, ajoutant que les trépieds ont des boucliers de force pour les protéger de la plupart des défenses de l'humanité, et les pilotes des trépieds se sont rendus à Terre dans les éclairs de foudre comme moyen d'entrer dans leurs machines, qui sont supposées avoir été enfouies sous terre des milliers d'années avant.
Ray décide de conduire les enfants à Boston pour être avec leur mère, mais une foule désespérée envahit leur véhicule, les forçant à l'abandonner. Ils finissent par arriver à un ferry de la rivière Hudson, pour être entourés de tripodes qui massacrent ou enlèvent de nombreux réfugiés, mais la famille de Ray parvient à s'échapper. Ils voient des Marines américains se livrer à une bataille avec des tripodes. Au grand désarroi de Ray, Robbie rejoint le combat futile contre les extraterrestres par colère, tandis que Ray et Rachel fuient rapidement les lieux. Les Marines sont anéantis, Robbie étant présumé avoir été tué avec eux. Peu de temps après, le couple se voit offrir un abri dans une maison voisine par un ancien ambulancier dérangé nommé Harlan Ogilvy.
Les trois restent non détectés pendant plusieurs jours, alors même qu'une caméra d'inspection de haute technologie et un groupe d'extraterrestres explorent le sous-sol. Ils découvrent bientôt que les extraterrestres ont commencé à cultiver une végétation de couleur rouge à travers le paysage qui se propage rapidement, et le groupe en déduit que les extraterrestres terraforment la Terre et utilisent potentiellement la végétation rouge comme source de nourriture. Un matin, Harlan souffre d'une dépression nerveuse après avoir vu les tripodes récolter du sang et des tissus humains pour fertiliser la végétation extraterrestre. Craignant que ses cris fous n'alertent les extraterrestres, Ray le tue à contrecœur. Une deuxième caméra venant d'un tripode surprend alors les Ferrier en train de dormir, provoquant la fuite de Rachel et son enlèvement par le tripode. Ray attire alors intentionnellement l'attention des extraterrestres pour être tiré dans le tripode et sauver Rachel; avec l'aide d'autres personnes enlevées, Ray détruit le tripode de l'intérieur avec des grenades.
Quelques jours plus tard, Ray et Rachel arrivent à Boston, où ils trouvent la végétation extraterrestre se fanant et les tripodes s'effondrant inexplicablement. Lorsqu'un tripode actif apparaît, Ray remarque que des oiseaux se posent dessus, indiquant que ses boucliers de force ont été désactivés. Ray alerte les soldats escortant la foule en fuite, qui l'abattent à l'aide de missiles antichars. Alors que les soldats avancent sur le tripode abattu, une trappe s'ouvre et un extraterrestre pâle et maladif se débat à mi-chemin avant de s'effondrer et de mourir. Ray et Rachel atteignent enfin la maison des parents de Mary Ann, où ils retrouvent Mary Ann et Robbie, qui avaient survécu.
En conclusion, le narrateur, faisant écho au monologue de Wells du roman original, explique que la mort des extraterrestres était due à l'incapacité de leur système immunitaire à gérer les innombrables microbes qui habitent la Terre, que "Dieu dans sa sagesse" a placés sur la planète. Pour protéger les humains qui coexistent avec le reste de la biosphère terrestre.

## Fiche technique
Sauf indication contraire, les informations mentionnées dans cette section peuvent être confirmées par les bases de données cinématographiques IMDb et Allociné,  présentes dans la section « Liens externes ».
- Titre original : War of the Worlds

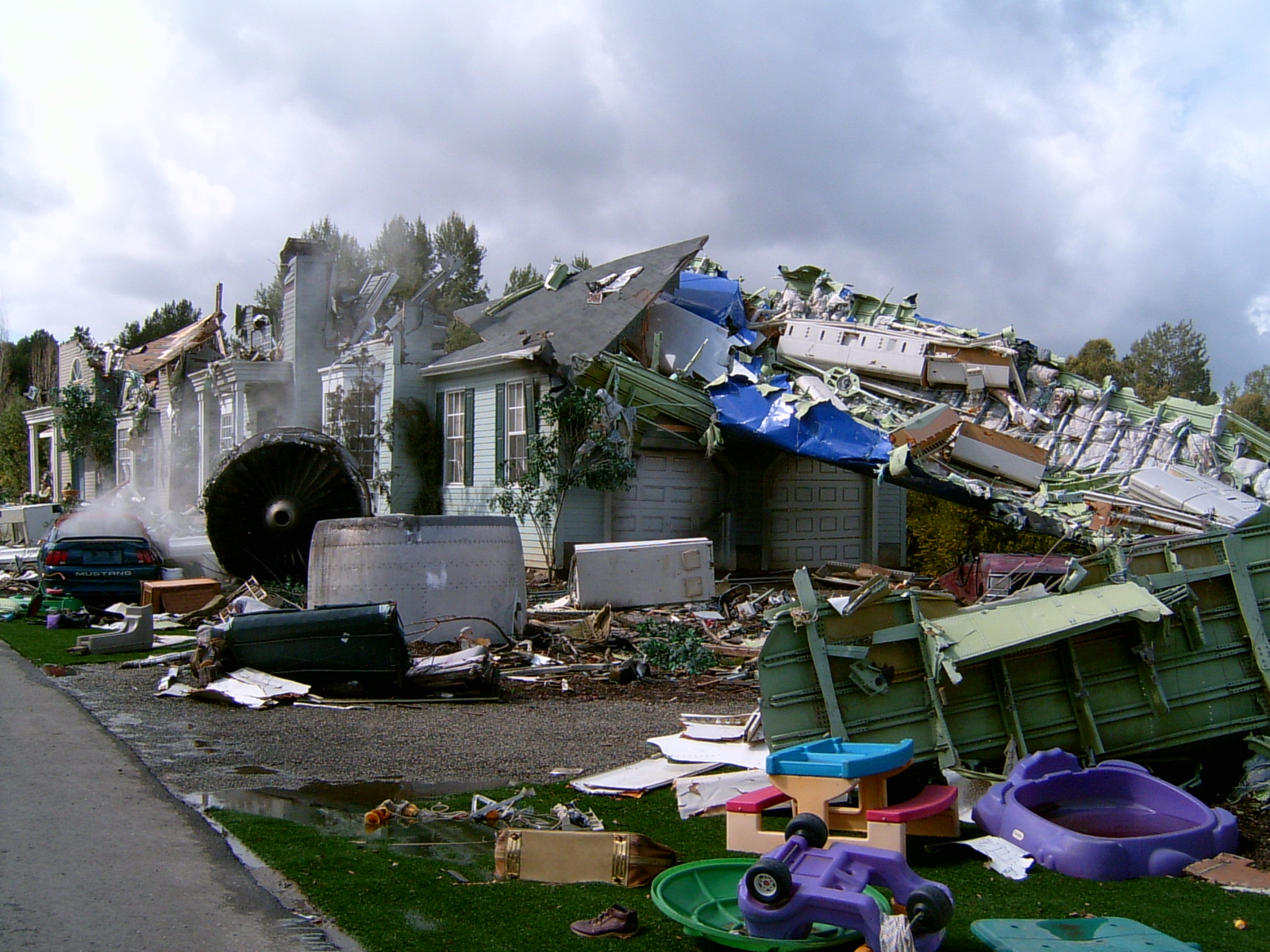
Un des décors du film : la chute d'un Boeing 747 a dévasté la moitié de la maison.

- Titre français : La Guerre des mondes
- Réalisation : Steven Spielberg
- Scénario : Josh Friedman et David Koepp, d’après le roman La Guerre des mondes de H. G. Wells
- Musique : John Williams
- Direction artistique : Tony Fanning, Doug J. Meerdink, Andrew Menzies et Norman Newberry
- Décors : Rick Carter
- Costumes : Joanna Johnston
- Photographie : Janusz Kamiński
- Son : Anna Behlmer, Derek Casari, Richard King, Andy Nelson, Paul Pavelka
- Montage : Michael Kahn
- Production : Kathleen Kennedy et Colin Wilson (en)
  - Production déléguée : Damian Collier et Paula Wagner
- Sociétés de production : Amblin Entertainment, Cruise/Wagner Productions, DreamWorks Pictures et Paramount Pictures
- Sociétés de distribution : Paramount Pictures (États-Unis, Québec) ; United International Pictures (France, Belgique, Suisse romande)
- Budget : 132 millions USD[1],[2]
- Pays de production :  États-Unis
- Langue originale : anglais
- Format : couleur (DeLuxe / Technicolor) — 35 mm — 1,85:1 (Panavision) — son DTS / Dolby Digital / SDDS
- Format (version longue) : couleur (DeLuxe / Technicolor) — 35 mm — 2,39:1 (Panavision) — son Dolby Atmos
- Genre : science-fiction, action, aventure, drame
- Durée : 117 minutes ; 120 minutes (version longue)
- Dates de sortie[3] :
  - États-Unis, Québec, Suisse romande : 29 juin 2005[4],[5]
  - France, Belgique : 6 juillet 2005[6],[7]
- Classification[8] :
  - États-Unis : accord parental recommandé, film déconseillé aux moins de 13 ans (PG-13 - Parents Strongly Cautioned)[N 1]
  - France : tous publics[9]
  - Belgique : tous publics (Alle Leeftijden)[7]
  - Suisse romande : interdit aux moins de 14 ans[10]
  - Québec : 13 ans et plus (13+ / 13 years and over)[4]

## Distribution

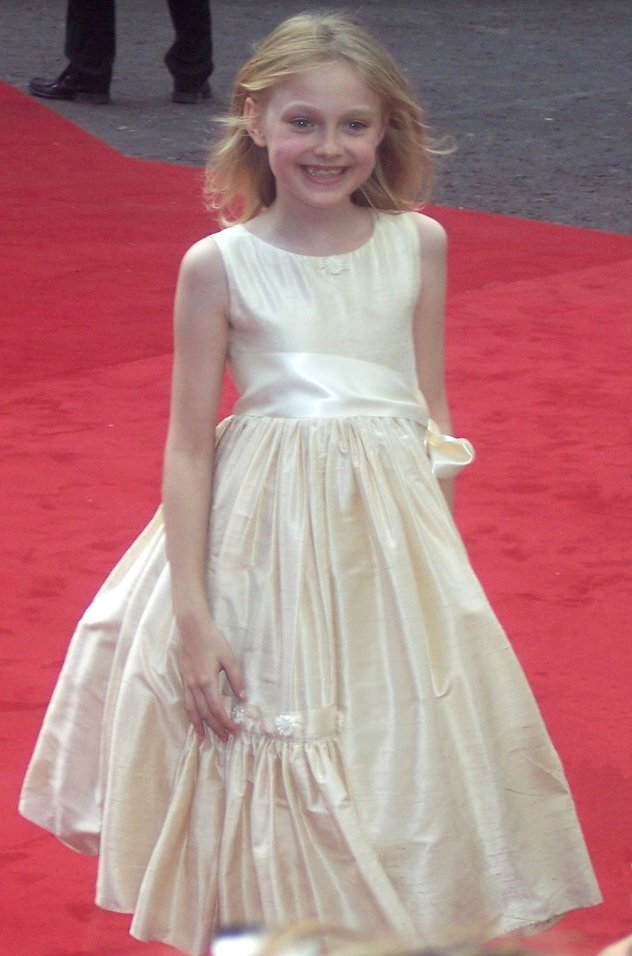
La jeune actrice Dakota Fanning lors de la première londonienne du film en juin 2005.

- Tom Cruise (VF : Jean-Philippe Puymartin) : Ray Ferrier
- Dakota Fanning (VF : Camille Donda) : Rachel Ferrier
- Justin Chatwin (VF : Alexis Tomassian) : Robbie Ferrier
- Miranda Otto (VF : Rafaèle Moutier) : Mary Ann Davis
- Tim Robbins (VF : Emmanuel Jacomy) : Harlan Ogilvy
- Rick Gonzalez (VF : Bruno Henry) : Vincent
- Yul Vazquez (VF : Emmanuel Garijo) : Julio
- Lenny Venito (VF : Jean-Claude Sachot) : Manny
- David Alan Basche : Tim
- Lisa Ann Walter : Cheryl
- Ann Robinson : la grand-mère
- Gene Barry : le grand-père
- Roz Abrams : elle-même
- Morgan Freeman (VF : Benoît Allemane) : le narrateur
- Kirsten Nelson : une femme d'affaires
- Amy Ryan : la voisine avec l'enfant
- Ty Simpkins : le garçon de 3 ans
- David Harbour : l'employé des docks
- Channing Tatum : le garçon à l'église
- Becky Ann Baker : une volontaire de l'aide aux sinistrés
- Peter Gerety : le manager
- Columbus Short : un soldat
- Daniel Eric Gold : un conspirationniste
- Julie White : une femme

## Production

### Genèse et développement

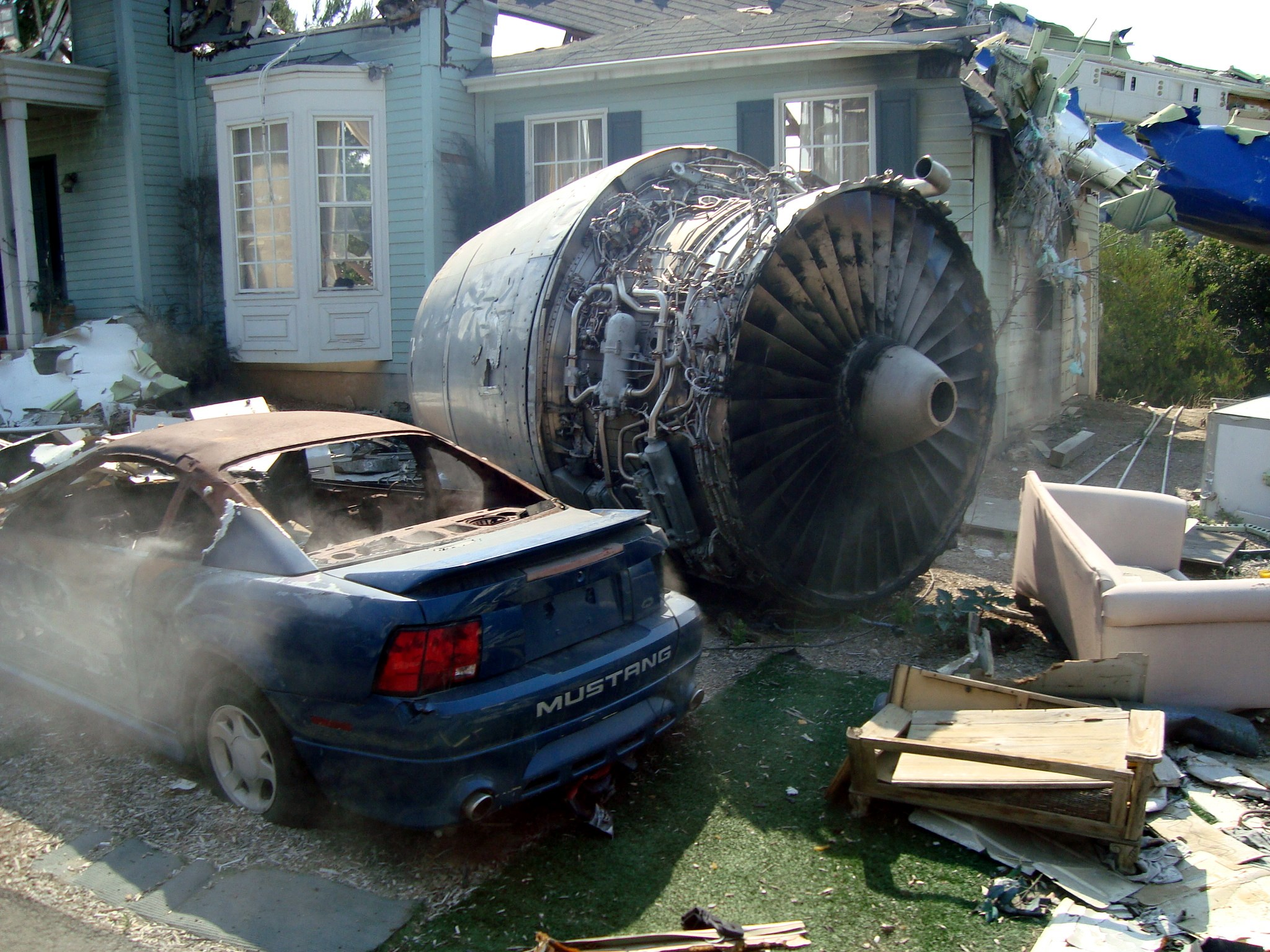
Décor de film Universal Studios Hollywood pour le film.

Après leur collaboration sur Minority Report (2002), Steven Spielberg et Tom Cruise cherchent un nouveau projet qui pourrait les réunir. Le réalisateur déclare à propos de l'acteur : « C'est un partenaire tellement intelligent et créatif, et il apporte de si bonnes idées sur le plateau que nous nous stimulons mutuellement. J'adore travailler avec Tom Cruise. » Tom Cruise le retrouve sur le tournage de Arrête-moi si tu peux (2002) et lui propose trois idées de films, dont une adaptation du roman La Guerre des mondes de H. G. Wells. Le cinéaste choisit celui-ci et explique : « Nous nous sommes regardés et les lumières se sont allumées. Dès que je l'ai entendu, j'ai dit “Oh mon Dieu ! La Guerre des mondes - absolument.” C'était ça. »
C'est le troisième film de Steven Spielberg mettant en scène une visite extraterrestre sur Terre, après Rencontres du troisième type (1977) et E.T., l'extra-terrestre (1982). La productrice Kathleen Kennedy, fidèle collaboratrice du réalisateur, remarque qu'avec La Guerre des mondes, Steven Spielberg peut explorer l'opposé des aliens vus dans les deux précédents films : « Quand nous avons commencé à développer E.T. , c'était une histoire beaucoup plus sombre et plus sombre et elle a en fait évolué vers quelque chose de plus bénin. Je pense que l'histoire plus sombre et plus sombre a toujours été quelque part en lui. Maintenant, il raconte cette histoire. » De son côté, Steven Spielberg déclarera qu'il pensait juste que ce serait amusant de faire un « film vraiment effrayant avec des extraterrestres vraiment effrayants,. »

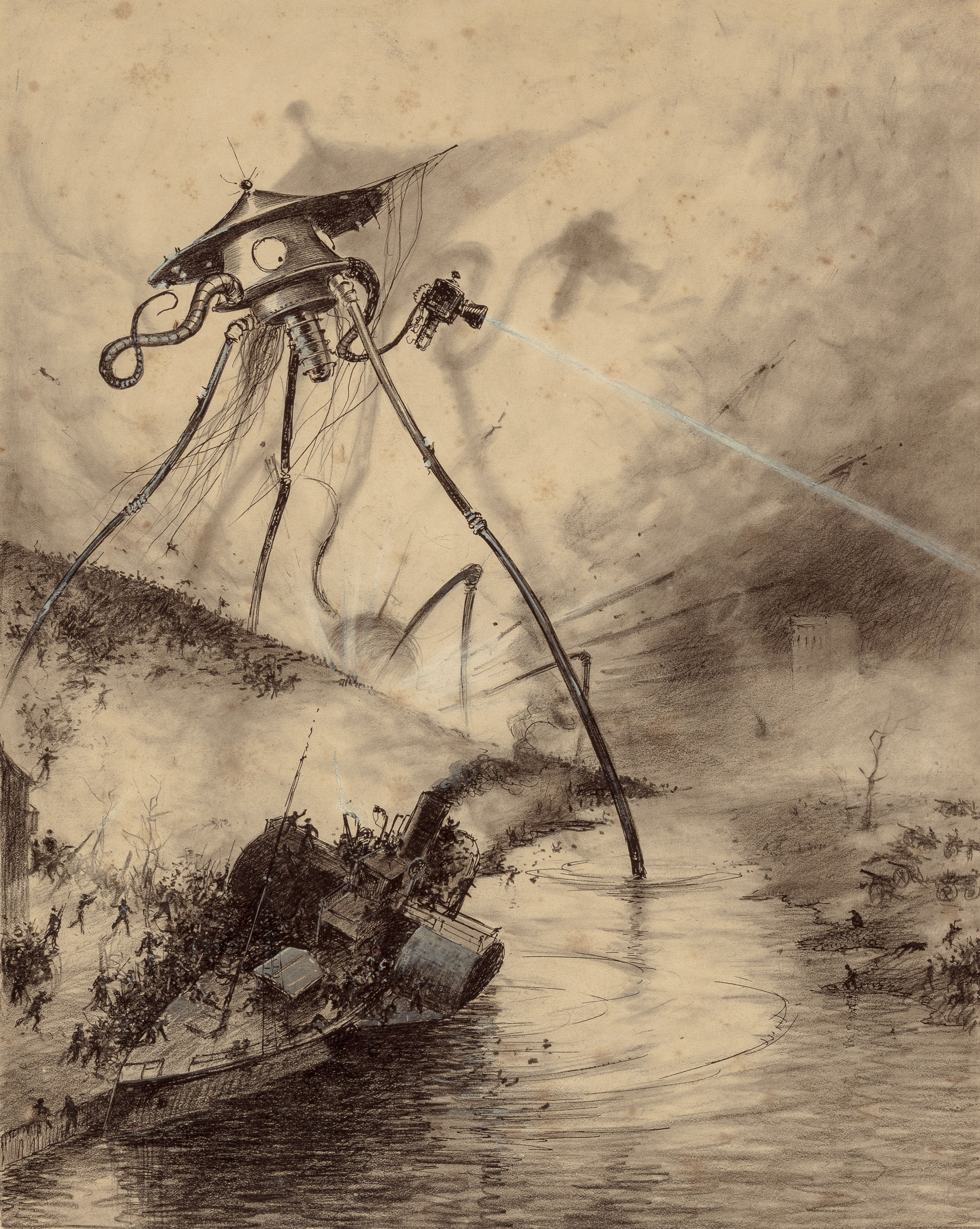
Illustration de la machine extraterrestre du roman par Henrique Alvim Corrêa

Steven Spielberg demande à J. J. Abrams d'écrire le script, mais il est alors trop occupé à travailler sur le pilote de la série Lost : Les Disparus. Il sera finalement écrit par Josh Friedman, avant d'être retravaillé par David Koepp,. Après avoir relu le roman original de H. G. Wells, David Koepp décide de n'avoir qu'un seul narrateur avec « un point de vue très limité, de quelqu'un à la périphérie même des événements plutôt que quelqu'un impliqué dans les événements ». Par ailleurs, il condense plusieurs éléments du roman : le personnage de Tim Robbins est un amalgame de deux personnages du livre mais reprend le nom d'un troisième personnage : l'astronome Harlan Ogilvy. Il déplace l'intrigue du XIXe siècle à une époque moderne mais avec l'idée de « ramener le monde moderne aux années 1800 » avec des protagonistes privés d'électricité et de moyens de communication modernes.
Steven Spielberg apprécie le script et y retrouve des éléments de sa vie privée, notamment le divorce de ses parents ainsi que le sort des survivants du film, qui reflète sa propre incertitude après les attentats du 11 septembre 2001. Selon lui, la survie de ces personnages devait être au centre de l'intrigue, car elle illustre l'American way of life et l'idée de ne jamais abandonner. Il décrit La Guerre des mondes comme « l'opposé » de Rencontres du troisième type, avec ce film mettant en scène un homme quittant sa famille pour voyager avec des extraterrestres, tandis que La guerre des mondes se concentrait sur le maintien de la famille ensemble. Malgré cela, le cinéaste demande plusieurs changements notamment l'idée que les extraterrestres arrivent en vaisseau spatial, car selon lui chaque film d'invasion extraterrestre contient de tels engins. Les cylindres du roman sont alors remplacés par des tripodes enterrés sous terre il y a longtemps,.
La production aura un temps l'idée d'utiliser comme titre Out of the Night, mais celui-ci est abandonné pour conserver le titre original afin de ne pas heurter les fans.

### Attribution des rôles
Steven Spielberg songeait à Miranda Otto pour le rôle de Mary Ann, mais elle est alors enceinte. Le réalisateur décide finalement d'incorporer cela au film.
Ann Robinson et Gene Barry, qui tenaient les rôles principaux du film La Guerre des mondes (1953), apparaissent ici dans le rôle des grands-parents.

### Tournage

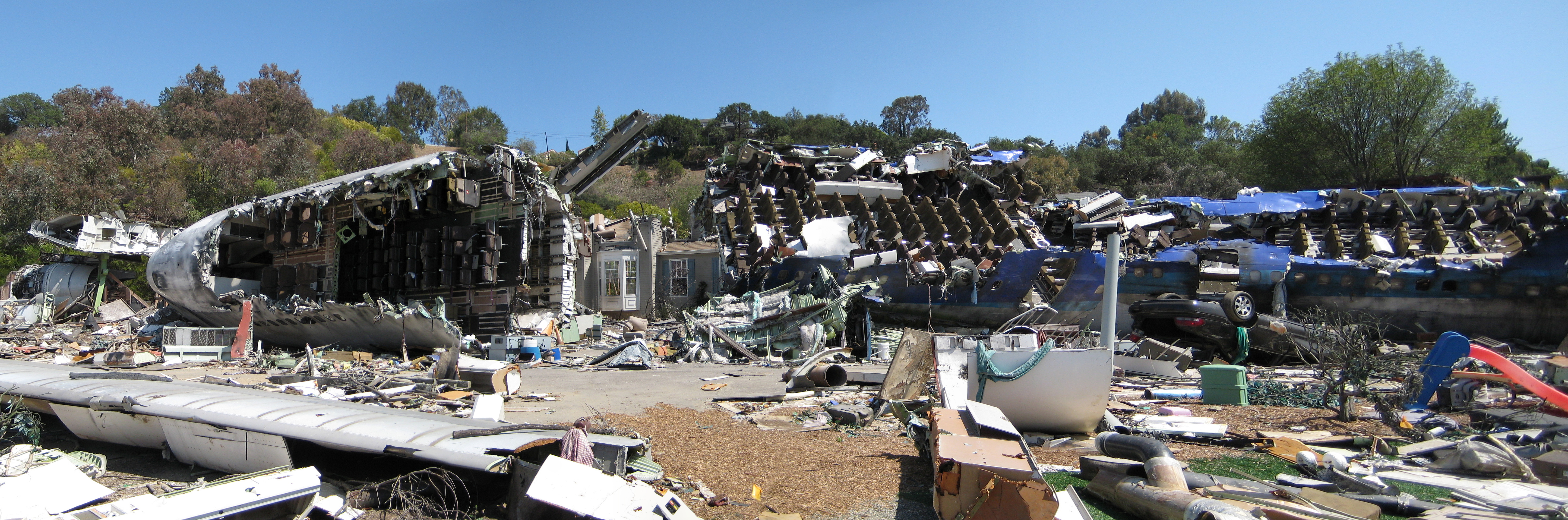
Le décor de l'avion de ligne à Universal Studios Hollywood

Le tournage débute en novembre et se déroule dans plusieurs États américains (Virginie, Connecticut, New Jersey, Californie et New York) et dure 73 jours. Steven Spielberg devait initialement tourner le film après avoir bouclé Munich, mais Tom Cruise apprécie tellement le script de David Koepp qu'il suggère au réalisateur de le repousser et de la faire avant, l'acteur ayant de son côté décalé celui de Mission impossible 3. Ainsi, de nombreux techniciens engagés sur Munich rejoignent l'équipe de La Guerre des mondes. Le préproduction ne dure que trois mois. Pour optimiser ce délai, George Lucas suggère à Steven Spielberg de prévisualiser le film en animation 3D pour storyboarder en détail le film et visualiser les décors, les personnages, la position des caméras, etc.,.
La scène montrant la première apparition des Tripodes est tournée à Newark dans le New Jersey. L'équipe se rend ensuite en Virginie, puis en Californie. La scène du ferry est filmée à Athens dans l'État de New York, alors que la maison des parents de Mary Ann est située à Brooklyn (Boston dans l'intrigue). Pour le décor du crash aérien, la production achète un vieux Boeing 747 appartenant anciennement à All Nippon Airways pour 2 millions de dollars. Il sera ensuite installé dans le Studio Tour des Universal Studios Hollywood. Le décor extérieur de la maison de Ray est filmé à Bayonne (New Jersey). La scène d'attaque dans la vallée est filmée à Lexington (Virginie) et Mystery Mesa (Californie). Une scène avec les Tripods est réalisée à Naugatuck dans le Connecticut, où l'équipe se rend également aux abords de la rivière Farmington et à Windsor. Quelques plans sont filmés à Staten Island,.
Le tournage s'achève en mars 2005.

## Musique
Albums de John Williams
Star Wars, épisode III : La Revanche des Sith Mémoires d'une geisha
Liste des titres
1. Prologue
2. The Ferry Scene
3. Reaching the Country
4. The Intersection Scene
5. Ray and Rachel
6. Escape from the City
7. Probing the Basement
8. Refugee Status
9. The Attack on the Car
10. The Separation of the Family
11. The Confrontation with Ogilvy
12. The Return to Boston
13. Escape from the Basket
14. The Reunion
15. Epilogue
16. Fin

Chansons non originales présentes dans le film
- Little Deuce Coupe (en) (The Beach Boys) (chantonné par Ray à Rachel, après qu'elle lui a demandé de lui chanter des berceuses qu'il ne connait pas).
- Hushabye Mountain (Richard M. Sherman et Robert B. Sherman).
- Flatline (Jeffrey Scott Harber, Jayce Alexander Basques, William Peng et Drew Dehaven Hall) interprété par Aphasia.
- If I Ruled the World (Leslie Bricusse et Cyril Ornadel) interprété par Tony Bennett (Columbia Records).
- Nobody Move (Benjamin Mallon, Michael Ashby, William Sherwin, Eric Joy, Omari Edwards et Glenn Kuchenbeiser) interprété par Capstone.
- Enigma Vibe 2 (Nicholas Carr) interprété Nicholas Carr.
- Sailor Moon BGM (Arisawa Takanori).
- Fa Wat (Christopher Shawn King) interprété par Kriz Kang.
- Infierno (Santino) interprété par Santino.

## Accueil

### Promotion et brouille entre Steven Spielberg et Tom Cruise
La promotion du film a été marquée par la sur-médiatisation autour de Tom Cruise, notamment sur son couple avec Katie Holmes et ses liens avec l'Église de scientologie. Steven Spielberg a déclaré qu'il ne réengagerait plus jamais Tom Cruise, puisque ce dernier a préféré parler de scientologie plutôt que de faire la promotion du film,,.
C'est aussi pendant la promotion de La Guerre des mondes que Tom Cruise, invité de l'émission d'Oprah Winfrey, se met à sauter sur le canapé dans un moment de télévision devenu culte.

### Accueil critique
Sur l’agrégateur de critiques Rotten Tomatoes, il obtient 75% d'avis favorables pour 267 critiques et une note moyenne de 7⁄10. Le consensus suivant résume les critiques compilées par le site : « L'adaptation de Steven Spielberg de War of the Worlds offre le frisson et la paranoïa du roman classique de H. G. Wells tout en mettant à jour de manière impressionnante l'action et les effets pour le public moderne ». Sur Metacritic, qui utilise une moyenne pondérée, le film obtient une note de 73⁄100 pour 40 critiques.
Sur le site AlloCiné, qui recense 22 critiques de presse, le film obtient la note moyenne de 4,2⁄5
.

### Box-office
Le film est un succès commercial mondial. Produit pour un budget estimé à 132 millions de dollars, il en récolte plus de 600 millions dans le monde. Aux Etats-Unis, avec 234 millions de dollars, il est le 4e meilleur film au box-office annuel. En France, il totalise 3,9 millions d'entrées, soit le 6e meilleur résultat au box-office national de 2005.
| Pays ou région     | Box-office        | Date d'arrêt du box-office | Nombre de semaines |
| ------------------ | ----------------- | -------------------------- | ------------------ |
| États-Unis, Canada | 234 280 354 $     | 24 novembre 2005           | 22                 |
| France             | 3 910 795 entrées | -                          | -                  |
| Total mondial      | 603 873 119 $     |                            |                    |

## Distinctions

### Récompenses
| Récompenses 2005-2006 du film La Guerre des mondes | Récompenses 2005-2006 du film La Guerre des mondes                   | Récompenses 2005-2006 du film La Guerre des mondes                                           | Récompenses 2005-2006 du film La Guerre des mondes | Récompenses 2005-2006 du film La Guerre des mondes |
| Années                                             | Évènements                                                           | Catégorie / Récompense                                                                       | Nommé(es) / Lauréat(es) |                                                    |
| -------------------------------------------------- | -------------------------------------------------------------------- | -------------------------------------------------------------------------------------------- | --- | -------------------------------------------------- |
| 2005                                               | Festival du film de Hollywood                                        | Meilleurs effets visuels de l'année                                                          | Dennis Muren |                                                    |
| 2005                                               | Golden Trailer Awards                                                | Meilleure bande-annonce d'un film d’action                                                   | La Guerre des mondes |                                                    |
| 2005                                               | Golden Trailer Awards                                                | Meilleur blockbuster de l'été 2005                                                           | La Guerre des mondes |                                                    |
| 2005                                               | GoldSpirit Awards                                                    | Meilleur thème pour un film d'horreur                                                        | John Williams (pour la scène du ferry) |                                                    |
| 2005                                               | GoldSpirit Awards                                                    | Bande originale la plus dissonante                                                           | John Williams |                                                    |
| 2005                                               | Las Vegas Film Critics Society Awards                                | Sierra Award de la meilleure jeune actrice                                                   | Dakota Fanning |                                                    |
| 2005                                               | World Soundtrack Awards                                              | Meilleure bande originale de l'année                                                         | John Williams |                                                    |
| 2006                                               | Academy of Science Fiction, Fantasy and Horror Films - Saturn Awards | Meilleure jeune actrice                                                                      | Dakota Fanning |                                                    |
| 2006                                               | BMI Film and TV Awards                                               | Prix BMI de la meilleure musique de film                                                     | John Williams |                                                    |
| 2006                                               | Central Ohio Film Critics Association Awards                         | Meilleur son                                                                                 | La Guerre des mondes |                                                    |
| 2006                                               | Critics' Choice Movie Awards                                         | Meilleure jeune actrice                                                                      | Dakota Fanning |                                                    |
| 2006                                               | International Online Cinema Awards (INOCA)                           | Meilleur montage de son                                                                      | Richard King |                                                    |
| 2006                                               | Motion Picture Sound Editors                                         | Golden Reel Award du meilleur montage son dans un long métrage - Effets sonores et bruitages | Michael Babcock, Michael Broomberg, Christopher Flick, Aaron Glascock, Gary A. Hecker, Richard King, Jonathan Klein, Michael W. Mitchell, Piero Mura, Mark Pappas et Hamilton Sterling |                                                    |
| 2006                                               | Visual Effects Society Awards                                        | Meilleur effet visuel                                                                        | Pablo Helman, Marshall Richard Krasser, Dennis Muren et Sandra Scott (pour la séquence de la fuite du quartier)                                                                        |                                                    |
| 2006                                               | Visual Effects Society Awards                                        | Meilleure modèle et maquette dans un film                                                    | Steve Gawley, Edward Hirsh, Joshua Ong et Russell Paul |                                                    |
| 2006                                               | Visual Effects Society Awards                                        | Meilleur compositing dans un long métrage                                                    | Mike Jamieson, Marshall Richard Krasser, W. Regan McGee et Jeff Saltzman |                                                    |

### Nominations
| Nominations 2005-2006 du film La Guerre des mondes | Nominations 2005-2006 du film La Guerre des mondes                   | Nominations 2005-2006 du film La Guerre des mondes                                            | Nominations 2005-2006 du film La Guerre des mondes                              | Nominations 2005-2006 du film La Guerre des mondes |
| Années                                             | Évènements                                                           | Catégorie / Récompense                                                                        | Nommé(es) / Lauréat(es)                                                         |                                                    |
| -------------------------------------------------- | -------------------------------------------------------------------- | --------------------------------------------------------------------------------------------- | ------------------------------------------------------------------------------- | -------------------------------------------------- |
| 2005                                               | Awards Circuit Community Awards                                      | Meilleurs effets visuels                                                                      | La Guerre des mondes                                                            |                                                    |
| 2005                                               | Golden Schmoes Awards                                                | Meilleur film de science-fiction de l'année                                                   | La Guerre des mondes                                                            |                                                    |
| 2005                                               | Golden Schmoes Awards                                                | Meilleure actrice de l'année dans un second rôle                                              | Dakota Fanning                                                                  |                                                    |
| 2005                                               | Golden Schmoes Awards                                                | Meilleure scène d'action de l'année                                                           | pour la séquence des premières attaques des tripod                              |                                                    |
| 2005                                               | Golden Schmoes Awards                                                | Meilleurs effets spéciaux de l'année                                                          | La Guerre des mondes                                                            |                                                    |
| 2005                                               | Golden Schmoes Awards                                                | Film le plus surestimé de l'année                                                             | La Guerre des mondes                                                            |                                                    |
| 2005                                               | Golden Schmoes Awards                                                | La plus grande déception de l'année                                                           | La Guerre des mondes                                                            |                                                    |
| 2005                                               | International Film Music Critics Award (IFMCA)                       | Meilleure musique originale pour un film fantastique ou de science-fiction                    | John Williams                                                                   |                                                    |
| 2005                                               | Irish Film and Television Awards                                     | Meilleure actrice internationale                                                              | Dakota Fanning                                                                  |                                                    |
| 2005                                               | Rondo Hatton Classic Horror Awards                                   | Meilleur film                                                                                 | Steven Spielberg                                                                |                                                    |
| 2005                                               | Satellite Awards                                                     | Meilleurs effets visuels                                                                      | Randal M. Dutra, Pablo Helman, Dennis Muren et Daniel Sudick                    |                                                    |
| 2005                                               | Satellite Awards                                                     | Meilleur montage                                                                              | Michael Kahn                                                                    |                                                    |
| 2005                                               | Satellite Awards                                                     | Meilleur DVD                                                                                  | (Édition limitée avec 2 disques)                                                |                                                    |
| 2005                                               | St. Louis Film Critics Association                                   | Meilleure photographie ou effets visuels/spéciaux                                             | Randal M. Dutra, Pablo Helman, Dennis Muren et Daniel Sudick                    |                                                    |
| 2005                                               | Teen Choice Awards                                                   | Meilleur film de l'été                                                                        | La Guerre des mondes                                                            |                                                    |
| 2005                                               | World Soundtrack Awards                                              | Compositeur de la bande originale de l'année                                                  | John Williams                                                                   |                                                    |
| 2006                                               | Academy of Science Fiction, Fantasy and Horror Films - Saturn Awards | Meilleur film de science-fiction                                                              | La Guerre des mondes                                                            |                                                    |
| 2006                                               | Academy of Science Fiction, Fantasy and Horror Films - Saturn Awards | Meilleur acteur                                                                               | Tom Cruise                                                                      |                                                    |
| 2006                                               | Academy of Science Fiction, Fantasy and Horror Films - Saturn Awards | Meilleure réalisation                                                                         | Steven Spielberg                                                                |                                                    |
| 2006                                               | Academy of Science Fiction, Fantasy and Horror Films - Saturn Awards | Meilleur scénario                                                                             | David Koepp                                                                     |                                                    |
| 2006                                               | Academy of Science Fiction, Fantasy and Horror Films - Saturn Awards | Meilleure musique                                                                             | John Williams                                                                   |                                                    |
| 2006                                               | Academy of Science Fiction, Fantasy and Horror Films - Saturn Awards | Meilleurs effets spéciaux                                                                     | Randal M. Dutra, Pablo Helman, Dennis Muren et Daniel Sudick                    |                                                    |
| 2006                                               | Cinema Audio Society                                                 | Meilleur mixage sonore pour un film                                                           | Anna Behlmer, Ron Judkins et Andy Nelson                                        |                                                    |
| 2006                                               | Empire Awards                                                        | Meilleur film                                                                                 | La Guerre des mondes                                                            |                                                    |
| 2006                                               | Empire Awards                                                        | Meilleur réalisateur                                                                          | Steven Spielberg                                                                |                                                    |
| 2006                                               | Empire Awards                                                        | Meilleure scène de l'année                                                                    | pour l'arrivée                                                                  |                                                    |
| 2006                                               | Festival du film Jules Verne                                         | Meilleur film d'aventure ou de science-fiction                                                | La Guerre des mondes                                                            |                                                    |
| 2006                                               | Gold Derby Awards                                                    | Meilleur montage son / mixage son                                                             | Anna Behlmer, Ron Judkins, Richard King et Andy Nelson                          |                                                    |
| 2006                                               | Gold Derby Awards                                                    | Meilleurs effets visuels                                                                      | Randal M. Dutra, Pablo Helman, Dennis Muren et Daniel Sudick                    |                                                    |
| 2006                                               | International Online Cinema Awards (INOCA)                           | Meilleurs effets visuels                                                                      | La Guerre des mondes                                                            |                                                    |
| 2006                                               | International Online Cinema Awards (INOCA)                           | Meilleur mixage de son                                                                        | Anna Behlmer, Ron Judkins et Andy Nelson                                        |                                                    |
| 2006                                               | Italian Online Movie Awards (IOMA)                                   | Meilleurs effets spéciaux                                                                     | La Guerre des mondes                                                            |                                                    |
| 2006                                               | Motion Picture Sound Editors                                         | Meilleur montage son dans un long métrage - Dialogue et remplacement automatisé des dialogues | Linda Folk, Laura Graham, Richard King, R.J. Kizer, Michael Magill et Hugo Weng |                                                    |
| 2006                                               | MTV Movie & TV Awards                                                | Meilleure performance la plus effrayante                                                      | Dakota Fanning                                                                  |                                                    |
| 2006                                               | Online Film and Television Association                               | Meilleure jeune actrice                                                                       | Dakota Fanning                                                                  |                                                    |
| 2006                                               | Online Film and Television Association                               | Meilleur mixage de son                                                                        | Anna Behlmer, Ron Judkins et Andy Nelson                                        |                                                    |
| 2006                                               | Online Film and Television Association                               | Meilleur montage d'effets sonores                                                             | Richard King                                                                    |                                                    |
| 2006                                               | Online Film and Television Association                               | Meilleurs effets visuels                                                                      | Randal M. Dutra, Pablo Helman, Dennis Muren et Daniel Sudick                    |                                                    |
| 2006                                               | Oscars                                                               | Meilleur mixage de son                                                                        | Anne Behlmer, Ronald Judkins et Andy Nelson                                     |                                                    |
| 2006                                               | Oscars                                                               | Meilleur montage de son                                                                       | Richard King                                                                    |                                                    |
| 2006                                               | Oscars                                                               | Meilleurs effets visuels                                                                      | Randal M. Dutra, Pablo Helman, Dennis Muren et Daniel Sudick                    |                                                    |
| 2006                                               | Razzie Awards                                                        | Pire acteur                                                                                   | Tom Cruise                                                                      |                                                    |
| 2006                                               | Russian National Movie Awards                                        | Meilleur blockbuster                                                                          | Steven Spielberg                                                                |                                                    |
| 2006                                               | Scream Awards                                                        | Meilleur film de science-fiction                                                              | La Guerre des mondes                                                            |                                                    |
| 2006                                               | Scream Awards                                                        | Meilleur remake                                                                               | La Guerre des mondes                                                            |                                                    |
| 2006                                               | Scream Awards                                                        | Meilleurs effets spéciaux                                                                     | La Guerre des mondes                                                            |                                                    |
| 2006                                               | Scream Awards                                                        | Scène de mutilation la plus mémorable                                                         | vaporisé par des extraterrestres                                                |                                                    |
| 2006                                               | Scream Awards                                                        | Scène de m**** qui vous fait sautez de votre siège                                            | des capsules extraterrestres émergent de la Terre                               |                                                    |

### Classement
- Élu 8e meilleur film de la décennie 2000-2009 par les Cahiers du cinéma[37]. Le choix ayant été décrié, Stéphane Delorme justifia le classement et vit dans ce film « l'image la plus mémorable de la menace terroriste »[38].

## Analyse
La critique est divisée sur l'interprétation mais y voit une allégorie du terrorisme, de l'Amérique post-11 septembre ou de la guerre en Irak,.

## Éditions en vidéo
En France, le film La Guerre des mondes est sorti en DVD édition simple et en DVD édition spéciale le 6 janvier 2006. Par la suite, le film est ressorti en DVD édition simple le 13 mai 2008, puis en Blu-ray le 15 juin 2010 et en VOD le 1er février 2016.
À la suite des évolutions techniques afin d'améliorer la qualité d'image et de sons, le film sort en 4K Ultra HD + Blu-ray le 1er septembre 2023 et le 18 août 2021 en édition spéciale Fnac Boîtier SteelBook 4K Ultra HD + Blu-ray

## Autour du film
- On aperçoit le décor de la scène de l'avion dans un épisode des Experts, seizième épisode de la huitième saison, L'Envers du décor.
- On aperçoit un épisode de Bob l'éponge lorsque Rachel regarde la télévision.
- Un des extraterrestres qui espionnent l'entrepôt fait tourner la roue d'une bicyclette avec un panier à l'avant, il s'agit d'une référence à un autre film de Spielberg, E.T. l'extra-terrestre.
- Les deux acteurs principaux de la première adaptation de 1953, Gene Barry et Ann Robinson, effectuent une courte apparition à la fin du film dans le rôle des grands-parents de Mary Ann.